# گلادیس براک‌ول
گلادیس براک‌وِل (انگلیسی: Gladys Brockwell؛ ‏ ۲۶ سپتامبر ۱۸۹۳ – ۲ ژوئیهٔ ۱۹۲۹) بازیگر اهل ایالات متحده آمریکا بود. وی بین سال‌های ۱۹۱۳ تا ۱۹۲۹ میلادی فعالیت می‌کرد.
از فیلم‌ها یا برنامه‌های تلویزیونی که وی در آن نقش داشته است می‌توان به سیر در عرش و الیور توئیست اشاره کرد.